# Santiago Michac
Santiago Michac es una localidad mexicana, ubicada en el estado de Tlaxcala, la más poblada del municipio de Natívitas con 3 533 habitantes, superando así a la cabecera municipal, Natívitas.

## Geografía
Se encuentra a una altitud de 2 200 m s. n. m., a 4 km de la cabecera municipal, la ciudad de Natívitas y a 20 km de la capital estatal, Tlaxcala de Xicohténcatl.

## Demografía

### Población
Conforme al Censo de Población y Vivienda 2010 realizado por el Instituto Nacional de Estadística y Geografía (INEGI) con fecha censal del 12 de junio de 2010, Santiago Michac contaba hasta ese año con un total de 3533, de dicha cifra, 1690 eran hombres y 1843 eran mujeres.
| Gráfica de evolución demográfica de Santiago Michac entre 1900 y 2010                                        |
| |
| Instituto Nacional de Estadística y Geografía. «Archivo histórico de localidades». Consultado el 30-07-2015. |